# إيميلي بيركنز
إيميلي بيركنز هي ممثلة كندية، ولدت في 4 مايو 1977 بفانكوفر في كندا. بدأت مشوارها المهني سنة 1989.

## أعمال

### أفلام
- (2002) أرق[5]
- (2006) هي الرجل[6]
- (2007) جونو[7]

## وصلات خارجية
- إيميلي بيركنز على موقع IMDb (الإنجليزية)
- إيميلي بيركنز على موقع ألو سيني (الفرنسية)
- إيميلي بيركنز على موقع أول موفي (الإنجليزية)
- إيميلي بيركنز على موقع قاعدة بيانات الأفلام السويدية (السويدية)
- إيميلي بيركنز على موقع إن إن دي بي (الإنجليزية)
- إيميلي بيركنز على موقع قاعدة بيانات الفيلم (الإنجليزية)
- إيميلي بيركنز على موقع كينوبويسك (الروسية)